# William Nelson (lottatore)
William L. Nelson (fl. XX secolo) è stato un lottatore statunitense.
Partecipò alle gare di lotta dei pesi mosca ai Giochi olimpici di Saint Louis 1904, dove riuscì a vincere la medaglia di bronzo.

## Palmarès
In carriera ha conseguito i seguenti risultati:
- Giochi olimpici

St. Louis 1904: una medaglia di bronzo nella lotta libera categoria pesi mosca.